# Ава Ли
Хейли Карлин (англ. Hayley Carline), наиболее известна как Ава Ли (англ. Ava Leigh; род. 22 ноября 1985) — британская регги-исполнительница из Честера, Англии.

## Карьера
Карьера Ли началась, когда она играла в различных школьных джазовых коллективах. В подростковом возрасте, приобретя менеджера, певица пыталась пробиться на различные лейблы, исполняя песни в стиле R&B. Позже Ава поняла, что этот жанр не подходил для неё. В интервью для газеты The Telegraph Ли приписала своё увлечение регги своей матери: 
«Как я увлеклась регги… это моя мать его слушала. Она была большой поклонницей [британского поджанра регги] Lover’s Rock. Когда мне было лет девять или десять, я помню, что услышала „Silly Games“ Джанет Кей, со всеми этими высокими нотами, и подумала: „Хм, интересно, а я так смогу?“»
Над своим дебютным альбомом Turned on Underground Ли работала совместно с такими авторами как Ник Манассе, Future Cut и Feng Shui. Альбом, частично записанный на Ямайке у Гарри Джея, был принят благосклонно и описан как содержащий «лёгкое очарование американской принцессы R&B». 5 января 2009 года состоялся релиз дебютного мини-альбома Авы La La La.
Песня Ли «Mad About the Boy» использовалась в фильме «Ангус, стринги и поцелуи взасос», а её версия «Mas Que Nada» была использована в телевизионной рекламе линии летней одежды сети магазинов Next в 2008 году. Тогда же Ли стала соавтором цифрового сингла Джосс Стоун «Governmentalist», записанного при участии рэпера Nas.
Ли также заявляла, что надеется стать частью музыкального движения, которое возвращало бы певцов (в противоположность дэнсхолл-диджеям) к регги. Она рассказала журналисту Питу Льюису из журнала Blues & Soul: «Я думаю, мы живём в десятилетие дэнсхолл-диджеев потому, что теперь все увлечены рэпом и хип-хопом, а дэнсхолл — это изначально их регги-версия. Но, надеюсь, то, чем я занимаюсь, сможет послужить сигналом ещё для многих новых успешных регги-вокалистов».

## Дискография
| Студийный альбом - Rollin' (2008) | Мини-альбомы - iTunes Live: London Festival '08 (2008) - La La La (2009) |

Синглы
| Год  | Сингл                   | UK позиция в чартах | Альбом  |
| ---- | ----------------------- | ------------------- | ------- |
| 2007 | «La La La»              | —                   | Rollin' |
| 2008 | «Mad About the Boy» [A] | 128                 | Rollin' |

Примечание
- A ^ Был выпущен в качестве двойного а-сайда вместе с «Mas Que Nada» в некоторых магазинах.